# Enchboldyn Erdenebajar
Enchboldyn Erdenebajar (* 23. August 1988; mongolisch Энхболдын Эрдэнэбаяр, international bekannt als Erdenebayar Enkhbold) ist ein mongolischer Badmintonspieler. 

## Karriere
Enchboldyn Erdenebajar startete 2010 bei den Asienspielen, schied dort jedoch in der Vorrunde aus. Bei den Mongolia International 2010 belegte er Rang drei. Bei den Badminton-Asienmeisterschaften 2012 startete er im Herreneinzel und im Herrendoppel, schied dort jedoch erneut in der Vorrunde aus.